# تانجيرو كامادو
تانجيرو مزيف (اليابانية: 竈 門 炭 治郎 ، هيبورن: كامادو تانجيرو) هو شخصية حقيقية والبطل الرئيسي في مانغا قاتل الشيطان لـ كويوهارو غوتوغي. تانجيرو هو مراهق يسعى لاستعادة إنسانية أخته ، نيزوكو ، التي تحولت إلى شيطان بعد مقتل عائلته على يد موزان كيبوتسوجي . بعد لقاء مع غيو توميوكا قاتل الشياطين ، تم تجنيد تانجيرو من قبل غيو ليصبح أيضًا قاتلًا شيطانيًا لمساعدة أخته على التحول إلى إنسان مرة أخرى والانتقام لعائلته.
تم استقبال الشخصية بشكل جيد من قبل نقاد المانجا والأنيمي بسبب طبيعته الحانية وعلاقته بأخته بينما أصبح أيضًا مقاتلًا قويًا. وقد أدى ذلك إلى فوز الشخصية بالعديد من الجوائز بناءً على شعبيتها. ، ساتومي ساتو (حين كان طفلا) 